# ロボット2.0
『ロボット2.0』（2.0）は、2018年のインドのタミル語SFアクション映画。2010年公開の『ロボット』の続編で、監督は引き続きシャンカルが務め、ラジニカーント、アクシャイ・クマール、エイミー・ジャクソン、アディル・フセイン、スダンシュ・パーンデー、イシャーリー・K・ガネーシュが出演している。携帯電話の使用によって生態が脅かされている鳥類を守るため人々を襲う鳥類学者に対抗するため、前作で解体されたヒューマノイドロボット「チッティ」の復活と戦いを描いている。2018年時点でインド映画史上最高額の製作費が投入され、2015年から製作が開始された。撮影はチェンナイを中心にジャワハルラール・ネルー・スタジアムなどの施設で行われ、2017年8月までに完了した。
2018年11月29日にタミル語版、テルグ語吹替版、ヒンディー語吹替版が同時公開され、映画は好意的な評価を集めた。特に特殊効果やラジニカーントとアクシャイの演技、社会的テーマなどが賞賛され、一方で脚本については批判が集まった。公開初日の海外興行収入は11億7,340万ルピーを記録し、公開初週末には興行収入52億ルピーを超え、週末興行収入ランキング第1位となった。また、2018年時点でインド歴代興行収入ランキング第2位、インド映画歴代興行収入ランキング第5位にランクインしている。

## ストーリー
高性能ヒューマノイドロボット・チッティの暴走事件から8年が過ぎ、バシーガラン博士は新たな女性型ヒューマノイドロボット・ニラーを開発していた。同じころ、チェンナイ中のスマートフォンが飛び立ち、姿を消す事件が発生して街中がパニックに陥る。政府の特別委員会に召集されたバシーガランは事態を解決するためチッティの復活を提案するが、8年前にチッティに父ボラ教授を殺されたディネンドラ・ボラは強硬に反対し、また内務大臣のヴィジャイ・クマールもチッティが人的被害を出した際の責任を負うことを拒否したため、バシーガランの提案は否決された。しかし、バシーガランはニラーと共に人工知能博物館に侵入し、チッティを研究所に持ち帰り修復作業を開始する。その後、スマートフォンの販売業者ジャヤント・クマール、電波塔業者ルッラーがスマートフォンの大群に殺される。新たに建設された電波塔も破壊され、さらに電波塔設置を決定した電気通信大臣ムールティーもスマートフォンに殺される。事態を重く見たヴィジャイ・クマールはチッティの復活を認め、バシーガランはチッティと共に事件の捜査を始める。バシーガランはスマートフォンを動かしているのは負のエネルギーだと考え、それを打ち消すための正のエネルギーを発射する装置を開発する。同時にスマートフォンに関連した不審死の情報を収集し、事件の前日に自殺した男の情報を手に入れ自殺現場に向かう。彼は自殺現場に現れた巨大なスマートフォンの怪鳥に襲われるが、正のエネルギーの発射装置を作動させて怪鳥の負のエネルギーを中和しようと試み、怪鳥の正体が自殺した鳥類学者パクシ・ラジャンだと知る。
パクシは幼児だったころに鳥に命を救われた過去を持ち、鳥類学者として人生を歩んできたが、携帯電話の普及による電波塔の増加により、発信される電波が鳥の生態を狂わせ死に追いやっている事実を突き止める。彼は携帯電話の使用制限や違法な電波塔の削減を訴えるが相手にされず、自宅で飼っていた鳥も全て死に絶え、さらに自宅前にも電波塔が建設される。絶望したパクシは電波塔に登り、そこで自殺するが、彼の生体エネルギーは鳥の生体エネルギーと融合してスマートフォンを電磁波によって操るオーラを手に入れた。彼はその力を使いスマートフォンを使う人間を殺すため動き出し、それを止めようとするチッティと衝突する。チッティはパクシに圧倒されMPUを破壊されるが、ニラーが自分のMPUを差し出して助け出す。バシーガランは正のエネルギーを発射してパクシの負のエネルギーを中和し、彼を回路の中に封じ込めることに成功する。事件を解決したバシーガランたちは賞賛され、クマールはチッティを大量生産してインド軍に導入することを決定する。しかし、チッティの復活とバシーガランへの賞賛に嫉妬したディネンドラによってパクシの回路が盗み出され、パクシが解き放たれてしまう。パクシはバシーガランの身体を乗っ取り人々を襲い始め、バシーガランの身体を気遣い攻撃を躊躇うチッティを破壊する。ニラーは研究所に戻りチッティの修復作業を始め、8年前の事件の原因となったボラ教授のチップ「ファームウェア2.0」を使い、チッティ2.0を復活させる。
パクシ以外の人間に危害を加えないようにプログラミングされたチッティ2.0は、インド軍の研究所に侵入して大量生産されたチッティを2.0に改造していく。一方、パクシはサッカー・スタジアムに姿を現し、観客たちをスタジアムに閉じ込めて電磁波を使い皆殺しにしようとし、見せしめとしてその場に居合わせたディネンドラが殺される。そこにチッティ2.0軍団が現れ、パクシと戦闘を始める。2人は互角の戦いを繰り広げるが、チッティ2.0はバッテリー切れを起こしてパクシに逆襲される。パクシは止めを刺そうとするが、そこに小型チッティ3.0「クッティ」の集団が鳩に乗って現れ、鳩が攻撃に巻き込まれることを恐れたパクシに反撃する。バシーガランの身体から分離したパクシは、クッティに誘導されてインド宇宙研究所の電波発信塔に誘い込まれ、発信された正のエネルギーに捕まり消滅する。病院で目を覚ましたバシーガランは病室を訪れたクマールに、パクシの考えを受け入れて鳥を守るためにスマートフォンの利用制限や電波塔の削減を進言し、ヴィジャイ・クマールはそれを受け入れ議会に提案することを約束する。「ファームウェア2.0」を解除したチッティは、ニラーとの仲をバシーガランに認められる。2人の退室後、バシーガランが恋人サナに電話をかけるが、スマートフォンが変形してクッティが姿を現す。何者かを尋ねるバシーガランに対し、クッティは「あなたの孫だ」と答える。

## キャスト
- バシーガラン博士、チッティ、クッティ[10] - ラジニカーント
- パクシ・ラジャン - アクシャイ・クマール（声：ジャヤプラカーシュ（英語版）[11]）
- ニラー - エイミー・ジャクソン（声：ラヴィーナ・ラヴィ（英語版）[12]）
- ディネンドラ・"ディナ"・ボラ - スダンシュ・パーンデー（英語版）[13]
- S・ヴィジャイ・クマール内務大臣 - アディル・フセイン[14]
- ジャヤント・クマール - イシャーリー・K・ガネーシュ（英語版）
- ヴァイラ・ムールティー電気通信大臣 - カラーバワン・シャージョン（英語版）[15]
- マノージュ・ルッラー - カイザード・コトワール（英語版）
- 特別委員会議長 - アナント・マハーデーヴァン（英語版）
- ムールティーの秘書 - メイルサミー（英語版）
- パクシ・ラジャンの母 - プリヤー・プリンス
- パクシ・ラジャンの父 - マイユール・バンシワール
- 大学生 - サンチャナ・ナタラージャン（英語版）、マヤ・S・クリシュナン（英語版）、ムラリ・サタゴーパン
- サム博士 - アヴィジット・ダット（英語版）
- サナの声 - サヴィタ・ラーダクリシュナン（英語版）

## 製作

### 企画

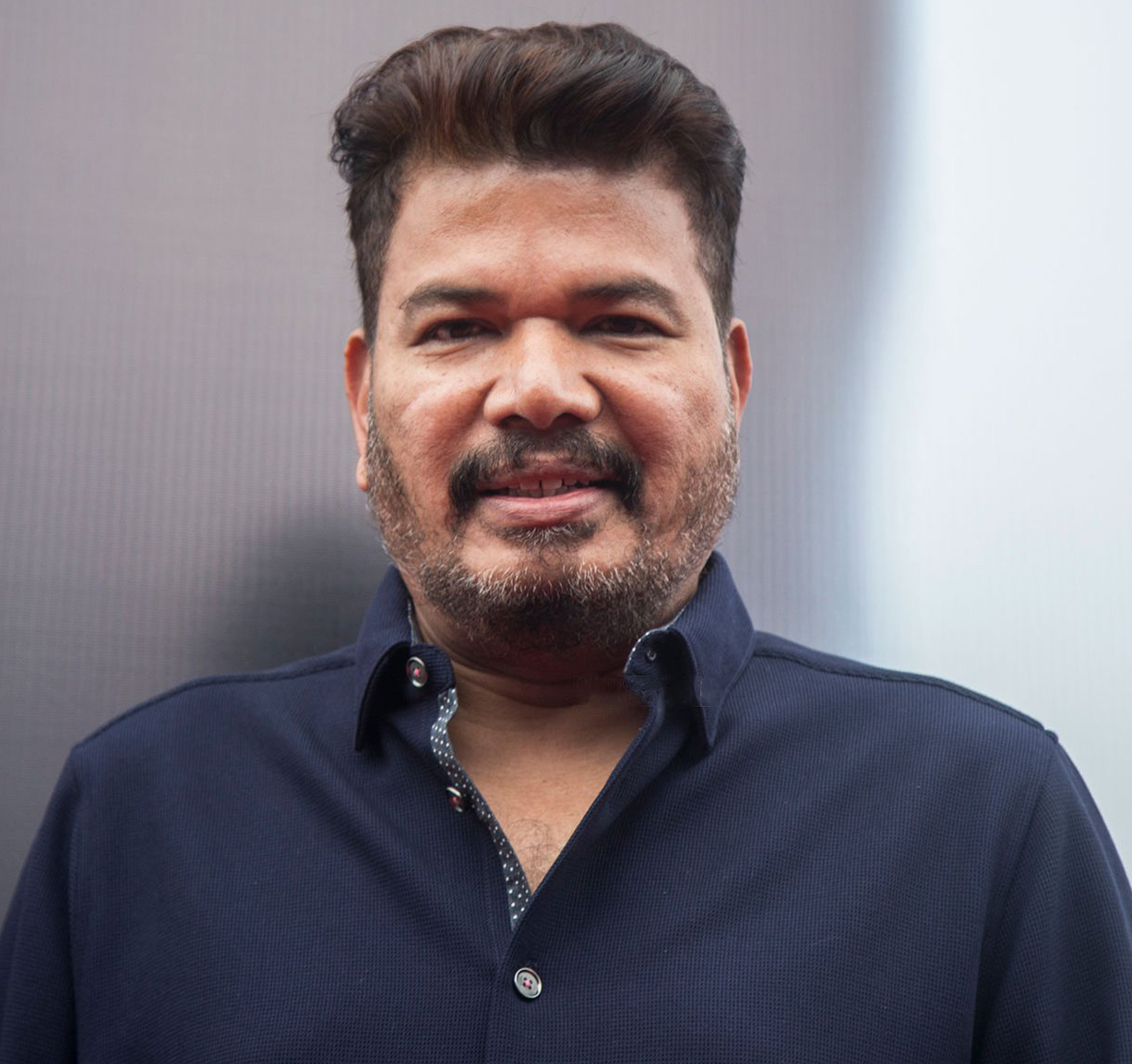
シャンカール

『ロボット』の興行的成功を受け、映画製作者たちはすぐに続編の製作を検討した。2011年3月までに前作で撮影監督を務めたR・ラトナヴェールは、初期のプリプロダクションが前作と同じ技術チームによって開始されたことを明らかにした。プリプロダクションが開始されたころ、監督のシャンカルは『Nanban』『マッスル 踊る稲妻』の製作に取りかかった。彼は前作と同じプロデューサーが参加することを計画しており、2014年のインタビューで製作が開始されるか自信がないと語っている。『マッスル 踊る稲妻』の製作が終わるころには、シャンカルは『ロボット』の続編を含む3本の新作映画の脚本を起草した。
2015年6月にプリプロダクションが開始され、ライカー・プロダクションズが製作に参加することが決定した。前作から引き続き参加するのはシャンカル、ラジニカーント、A・R・ラフマーン、アンソニーとなり、新たにB・ジェヤモーハンが脚本家として参加した。同時期、シャンカルはT・ムトゥラージとV・スリニヴァス・モハンに製作参加に関する交渉を始めた。彼は当初撮影監督にK・V・アーナンドの起用を検討していたが、2015年半ばにニラーヴ・シャーが撮影監督に起用され、彼は3D撮影技術を研究するためアメリカ合衆国の専門スタジオを訪問している。
同年9月にジャヤモハンは脚本を完成させ、物語は『ロボット』の直接の続編になることを明かし、撮影はラジニカーントが『帝王カバーリ』の撮影を終えた後に開始することになった。脚本執筆に際し、前作の脚本を手掛けたマダン・カールキは技術的な台詞の部分を補助している。ただし、物語は前作のキャラクターや出来事に言及しているものの、スタンドアローン・シークエルになることが発表された。撮影開始と同時に行われたプレスリリースではレスル・プークティがサウンドデザイン、レガシー・エフェクツがアニマトロニクス、メアリー・E・ヴォグトが衣裳デザインを手掛けることが発表された。また、スタント振付師のケニー・ベイツとタウ・フィルムズのジョン・ヒューズとウォルト・ジョーンズも製作に参加した。製作費は2019年時点で史上最高額を記録している。

### キャスティング
シャンカルはカマル・ハーサン、アーミル・カーン、ヴィクラムとキャラクターについて話し合ったが、3人とも出演には同意しなかった。その後、製作チームはアーノルド・シュワルツェネッガーと交渉し、記録的な金額の報酬を提示されたシュワルツェネッガーは出演に同意した。しかし、最終的にシュワルツェネッガーは出演しなかった。降板理由について、ニューデリー・テレビジョンは「シュワルツェネッガー側からの脚本変更要求を製作側が拒否したため」と報じており、ライカー・プロダクションズのラージュ・マハリンガムは「契約上の矛盾のため」と説明している。2015年10月にエイミー・ジャクソンが出演契約を結び、プリプロダクションの一環としてロサンゼルスを訪れている。11月末にはラジニカーントもプロデューサーと会うためロサンゼルスを訪れ、衣裳の試着と初期モーションキャプチャ効果の確認を行った。この他にリティク・ローシャン、ニール・ニティン・ムケーシュと出演交渉した後、シュワルツェネッガーが演じる予定だった役にはアクシャイ・クマールが起用された。
2016年3月にスダンシュ・パーンデーが出演契約を結び、前作に登場したボラ博士の息子役を演じることが発表された。同年7月にはアディル・フセインの出演が決まり、9月にはカラーバワン・シャージョンが起用された。彼は『Drishyam』での演技をシャンカールに評価され、出演が決まった。

### 撮影
2015年12月12日、ラジニカーントの誕生日に合わせて撮影開始イベントが行われたが、2015年南インド洪水の被害に配慮して宣伝活動は自粛している。代わりに同月7日にAVMスタジオで小規模なイベントが行われ、シャンカールとプロデューサーが出席した。同月16日にチェンナイ郊外のEVPワールドに建設されたセットで最初の撮影が行われた。撮影初日はラジニカーントが出演するバシーガランの研究所のシーンが撮影され、宣伝写真の撮影のために他の主要キャストとスタッフも現場を訪れた。ラジニカーントとエイミーの共演シーンを中心とした撮影は、同月30日までチェンナイで行われた。2016年1月下旬からは新しい撮影スケジュールが実施され、モハン・スタジオとマドラス・ボート・クラブでラジニカーントを中心とした撮影が行われた。2月にシャンカルは主要キャストが登場しないシーンの撮影をチェンナイで、カーチェイスシーンの撮影をローヤペッターで行った。歌のシーンはボリビアのウユニ塩湖で撮影する予定だったが、悪天候のため撮影を中止し、同国での撮影を断念した。
2016年3月からアクシャイが撮影に加わり、EVPフィルム・スタジオで撮影を行った。スタジオ内にはスマートフォン販売店のセットが作られ、ロボット機器や戦車の夜景シーンなども撮影された。チェンナイでの撮影後、撮影チームはデリーに移動して戦車のシーンの続きを同地で撮影した。ジャワハルラール・ネルー・スタジアムではチェンナイインFCとムンバイ・シティFCの試合のシーンが撮影された。この撮影中、アミターブ・バッチャンとアビシェーク・バッチャンが撮影チームを表敬訪問し、メディアは「バッチャン父子がカメオ出演する」と報じたが、後にバッチャン父子は報道を否定している。同月末にラジニカーントがデリーでの撮影に加わり、クライマックスシーンの撮影を行った。4月上旬からはデリーでアクションシーンの撮影が行われ、ニラーヴ・シャーはヘリカムを使用して3人の主演俳優のシーンを撮影した。
2016年5月からチェンナイで10日間の日程でEVPフィルム・スタジオとフォーラム・ヴィジャヤのショッピングモールで撮影が行われた。一方、撮影許可が下りなかった赤い城、国会議事堂はスリニヴァス・モハンの視覚効果チームがクロマキー処理している。同年7月までに、シャンカールは100日間の撮影スケジュールを経て、全体の50%のシーン（クライマックスシーンと2つの主要なアクションシーンを含む）の撮影が完了したことを明らかにした。同月からアディルとカラーバワンが撮影に加わったが、直後にラジニカーントが病気療養に入ったため撮影は延期された。8月から9月上旬にかけて主要キャストなしでサリグラマンで高級車の爆破シーンが撮影された。ラジニカーントは4か月間の病気療養を経て、10月上旬に撮影に復帰した。彼はチェンナイでエイミー、リヤーズ・カーンと共にアニマトロニク技術を用いて作られたスマートフォン怪鳥とのアクションシーンを撮影した。この時点でシャンカルは、150日間の撮影を経て全体の2/3の撮影が完了したことを明らかにした。
11月上旬からEVPフィルム・スタジオで主要キャスト全員が参加して残りのシーンが撮影され、チェンナイの撮影セットで撮影する歌のシーンを除き全ての撮影が完了した。エイミーは歌のシーンのために振付師のボスコ＝シーザーの元で10日間ダンスの練習を行い、2017年8月に撮影が完了した。2017年10月22日に主要撮影が完了した。

### 音楽
2015年12月にA・R・ラフマーンは映画音楽の作曲を開始した。レコーディングには4年近い歳月がかかり、ラジニカーントはジー・タミルのアルチャナ・チャンドックインタビューの中で、シャンカルが映画に歌のシーンを一切挿入せずに製作することを望んでいることを明かした。しかし、ラフマーンはシャンカールの考えに確信が持てず、観客に健全な体験を提供するためにも最低4曲の歌が必要だと考えていた。
2017年10月27日にドバイのブルジュ・アル・アラブでプロモーション・ミュージックイベントが開催され、同日に「Endhira Logathu Sundhariye」「Rajaali」の2曲がタミル語、テルグ語、ヒンディー語でリリースされた。タミル語版の作詞はマダン・カールキとナ・ムトゥクマールが手掛け、テルグ語版とヒンディー語版はそれぞれアッバス・ティレワ、アミターブ・バッタチャーリヤ、アナンタ・シュリラーム、バースカラバトラ・ラヴィ・クマールが手掛けている。
2019年6月26日にフィルム・スコアがリリースされた。オリジナルスコアのレコーディングは、2016年にロンドンとラフマーンのスタジオがあるロサンゼルスで行われた。以前の企画とは異なり、ラフマーンは映画のシーンが非常に重く、より多くの作業が必要になると判断し、リリースの6か月前にオリジナルのバックグラウンドスコアを完成させた。

## 公開

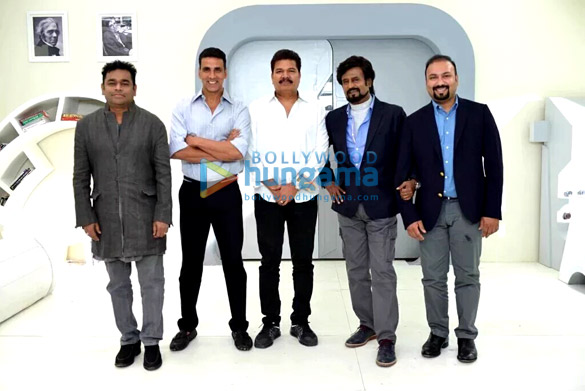
公開初日のスタッフ・キャスト（左からA・R・ラフマーン、アクシャイ・クマール、シャンカル、ラジニカーント、スバースカラン・アッリラージャー）

2016年11月、『ロボット2.0』の公開日が2017年のディーワーリー期間中の10月18日を予定していることが発表された。2017年4月、ラージュ・マハリンガムはVFXのクオリティ向上のため、公開日が2018年1月25日に延期されたことを公表した。後に公開日は2018年4月14日に変更され、さらに4月27日に変更されたが、同日にもう一つのラジニカーント主演作『カーラ 黒い砦の闘い』の公開が予定されていたため（最終的な公開日は6月7日に変更された）、『ロボット2.0』の公開日はさらに延期された。2017年8月25日にはメイキングビデオが公開されている。プロデューサーによると、1000の視覚効果ショットが含まれた『ロボット2.0』はCGIを複数のスタジオで作業していたため、完成するまでの間に公開日が何度も延期されたという。最終的な公開日は2018年11月29日に決定した。
2018年9月13日、ガネーシュ・フェスティバルの期間中に予告編（3D、2D両バージョン）が公開された。3D版は好意的に受け入れられたが、2D版は否定的な反応を受けた。2D版予告編は24時間で3200万回以上視聴され、『ロボット2.0』はGoogle Trendsの週間検索数トップになった。しかし、予告編では公開日は言及されておらず、デカン・クロニクルはその理由を「映画には多くのVFX作業が残っている可能性があり、これ以上遅らせることは避けたかった。だからこそ、製作会社のライカー・プロダクションズは人々の関心を維持するために予告編を公開したようだ」と分析している。『ロボット2.0』はオリジナル言語版（タミル語）の他に14言語の吹替版が公開され、衛星放送、デジタル配信、音楽の権利料として合計37億ルピーの収益を上げている。このうち衛星放送の権利はジー・エンターテインメント・エンタープライゼスが11億ルピーで、デジタル配信の権利は5億ルピーでAmazonプライム・ビデオがそれぞれ取得した。
『ロボット2.0』公開に先立ち、インド携帯電話事業者協会は中央映画認証委員会に対して、映画の内容が「携帯電話や携帯電話ネットワークに対する反科学的な姿勢を促進する」として認証の取り消しを求めた。また、協会は映画製作者を「携帯電話と電話中継塔を鳥類や人間などの生物にとって有害であるいう誤った形で描写している」と批判した。批判に対し、ライカー・プロダクションズのスポークスマンは「私たちに規制に従う義務はありません。そして、映画は誰も狩ったり中傷しません」と反論している。なお、環境・森林・気候変動省が2008年、2011年、2014年に行った調査では、携帯電話の電波が鳥類に有害な影響を及ぼすという結果が出ている。
2019年9月6日に中華人民共和国で公開された。1万劇場5万6000スクリーンで標準中国語の字幕版及び吹替版の上映が予定されており（うち3D上映は4万7000スクリーン）、これはインド映画史上最大規模のリリースとされた。当初は2019年5月公開予定だったが9月6日に延期され、4万8000スクリーンでの上映となった。7月25日にロシアでロシア語吹替版が公開され、10月25日に日本で公開された。

## 評価

### 興行収入
『ロボット2.0』はインド6900スクリーン、海外2000スクリーン以上で公開された。公開初日の国内興行収入（全言語版合計）は8億ルピーを記録し、『バーフバリ 王の凱旋』（15億4000万ルピー）に次ぐ2番目の興行成績となり、純利益は6億4000万ルピーを記録した。海外興行収入は11億7340万ルピーを記録し、こちらも『バーフバリ 王の凱旋』に次ぐ2番目の興行成績となった。オーストラリアでは公開2日目に興行収入ランキング第1位となり、マレーシアではタミル語映画の歴代オープニング収入ランキング第1位となった。公開2日目の国内純利益は4億5000万ルピーとなった。インドの興行成績は北インドで好評を得たため、公開3日目には5億6000万ルピーから5億7000万ルピー程増加したが、南インドではわずかに減少している。その結果、国内純利益は16億5500万ルピーとなった。公開3日目の累計興行収入（全言語版合計）は29億ルピーを記録し、うち海外興行収入は8億5000万ルピーとなっている。
アメリカでは公開2日目にラジニカーント主演作『Lingaa リンガー』の興行収入を上回り、興行収入ランキング第11位（409万ドル）となった。パキスタンでは20スクリーンで公開されたが、人気の高まりを受け公開2日目に上映スクリーン数が75スクリーンに増加された。公開5日間の海外興行収入は1475万ドルとなり、公開4日目の時点で国内外の合計興行収入は40億ルピーを記録した。この時点で国内興行収入は29億1000万ルピーを超え、『ロボット』の興行収入（20億5000万ルピー）を超えてタミル語映画で最大のヒットを記録した。アラブ首長国連邦では公開第4週に『クリード 炎の宿敵』を抜き興行収入ランキング第1位となった。
公開5日目に累計興行収入は45億1000万ルピーを記録し、うち海外興行収入は11億4000万ルピーとなっている。北インドではヒンディー語版の興行収入は11億1000万ルピーとなった。公開6日目の純利益は2億4000万ルピーを記録し、国内累計純利益は28億2310万ルピーとなっている。タミル・ナードゥ州とケーララ州では記録的なヒットとなった。公開7日目までに、累計興行収入は48億ルピーを記録し、内訳はインド36億2000万ルピー、海外1500万ドル（11億8000万ルピー）となっている。公開7日目終了までに興行収入は52億ルピーを記録し、500カロール・クラブ入りを果たした。

### 批評

#### インド

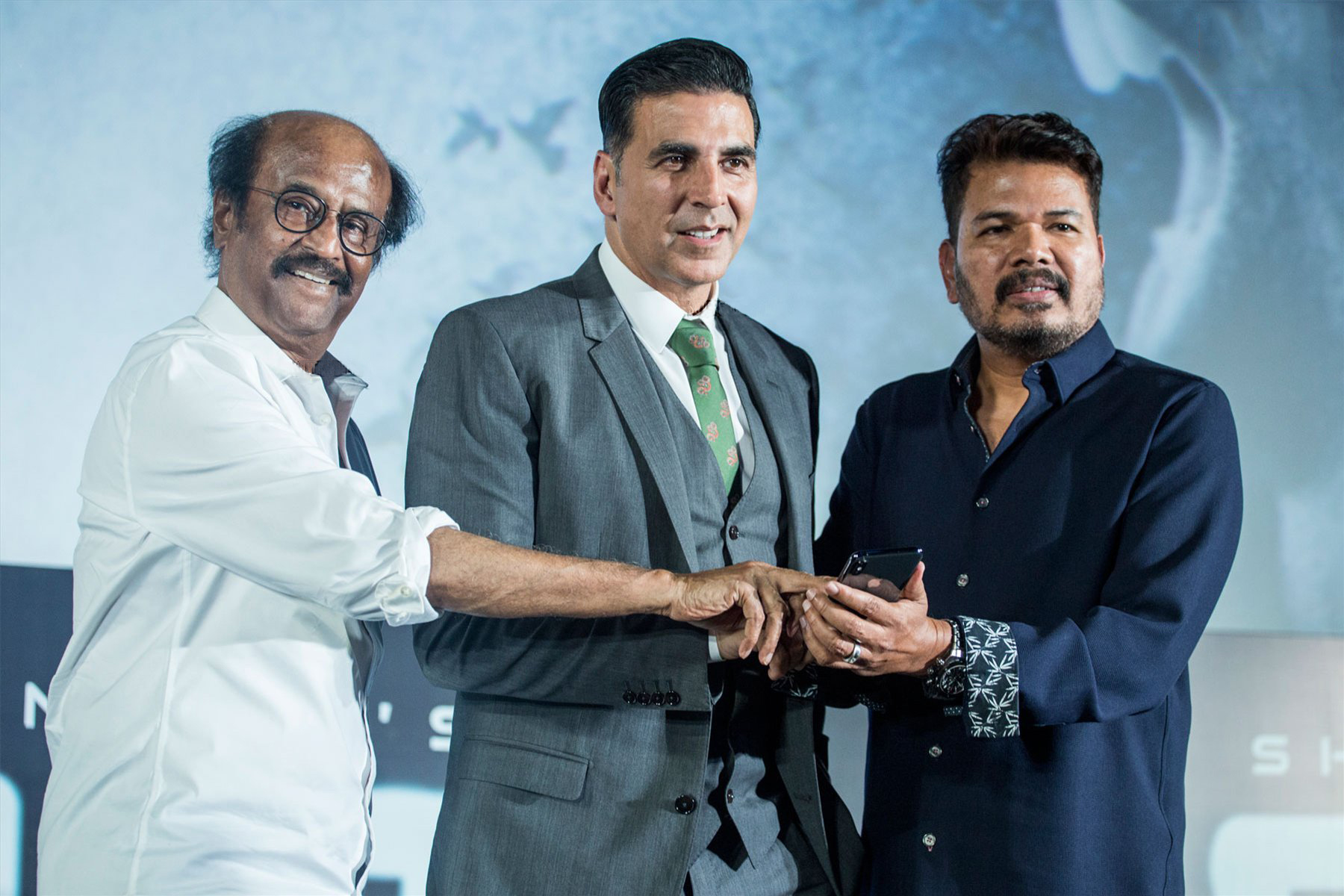
予告編公開イベントに出席するラジニカーント、アクシャイ・クマール、シャンカル

『ロボット2.0』は多くのインドの批評家から好意的な評価を得ている。シャンカルの演出や視覚効果、ラジニカーントとアクシャイの演技、サスペンス、社会的メッセージは賞賛されたものの、イントロダクションや脚本、台詞は酷評されている。タラン・アダルシュは5/5の星を与え、「シャンカールには先見の明がある…彼は今回公園からヒットボールを飛ばした。アクシャイ・クマールは素晴らしく、ラジニカーントはボスだ…敬意を表します!」と批評している。ボリウッド・ハンガマは4.5/5の星を与え、「（シャンカルの）演出はとても効果的であり、彼が最高の映画製作者の一人であるという事実を再び証明してくれる。彼は技術に圧倒されず、それを正しく使いこなしている」と批評している。インディアン・エクスプレスのS・スバーキールダナは4/5の星を与え、「シャンカルは視覚化、壮大さという面で映画製作の水準を引き上げました。そして、彼のあらゆるフレームは鑑賞者であるあなたを魅了します」と批評した。ビジネス・トゥデイのラメシュ・バーラも4/5の星を与え、アクシャイの演技を「彼はバードマンとしても、感情的なフラッシュバックの普通の人としても揺さぶってきます」と称賛している。
ラジャ・センはヒンドゥスタン・タイムズに批評を寄稿して3.5/5の星を与え、ラジニカーントを「スマートフォンよりも賢い」とコメントし、彼とアクシャイを映画の強みであると語っている。インド＝アジアン・ニュースサービスも3.5/5の星を与え、「大半のSF映画とは異なり、『ロボット2.0』は楽しませるための商業ルートに進みます。従って、映画では非論理的なシーンに出くわしますが、それは狂おしいほど楽しませてくれるものです」と批評している。フィルムフェアのディヴェシュ・シャルマは3.5/5の星を与え、ザ・タイムズ・オブ・インディアのM・スガーントは3/5の星を与え、脚本にはユーモアと独創性が欠け未成熟な要素があったものの、ラジニカーントとアクシャイのアクションシーンが映画を鑑賞するに値するものにしたと批評している。アヌパマ・チョープラーはフィルム・コンパニオンに批評を寄稿して3/5の星を与え、「『ロボット2.0』は視覚面では圧倒的なものがあり、VFXはほぼ一流の完成度です。しかし、脚本はロマンス、ドラマ、コメディの切れ目のない組み合わせを提供していませんでした」と批評している。
ジャーナニ・Kはインディア・トゥデイに批評を寄稿して3/5の星を与え、映画のテーマについて賞賛したものの、「非常に必要なテーマだが、学者ぶったやり方よりも、より興味をそそる方法で説明できたかも知れない」と批評している。ラジーヴ・マサンドも3/5の星を与えており、インディアン・エクスプレスのシュブラ・グプタは2/5の星を与え、「前半は溝の溜水のように鈍く、後半で少し元気になる」と批評している。ナショナル・ヘラルドのプラガティ・サクセナもグプタの意見に賛同し、映画のペースの鈍さを批判した。CNNニュース18のローヒト・ヴァツァラは2/5の星を与え、「（シャンカルの）キャラクターは、彼らのいる世界ほど進化してはいない」と批評した。ニューデリー・テレビジョンのサイバル・チャテルジーは2/5の星を与え、「馬鹿げた話は、その背後にいくらお金があっても馬鹿げた話に過ぎない」と批評したている。

#### 海外
Rotten Tomatoesには17件のレビューが寄せられ支持率59%、平均評価5.39/10点となっている。RogerEbert.comのサイモン・エイブラハムスは3.5/4の星を与え、「全ての常識に背いて『ロボット2.0』は機能し、大きくなっていく」と批評している。ロイターのシルパ・ジャムカンディカールは「この映画は確かにハリウッド大作映画の見た目と感触を持っており、それだけでもチケット価格に見合う価値がある」と批評している。ザ・ナショナルのクマール・シャームは3.5/5の星を与え、「『ロボット2.0』は非常にクレバーな光景と圧倒的なスケールで見逃せない作品になっている」と批評している。Polygonのラファエル・モタマヨールは、「『ロボット2.0』最大の魅力は視覚効果の見事な活用であり、映画はそれを活かすための予算を無駄にしません……その特殊効果は2億ドルのアメリカン・ブロックバスター映画に対抗するのに十分な精密さです」と批評している。

### 受賞・ノミネート
| 映画賞                           | 部門                       | 対象                                                       | 結果       | 出典    |
| -------------------------------- | -------------------------- | ---------------------------------------------------------- | ---------- | ------- |
| アーナンダ・ヴィカタン映画賞     | 撮影賞                     | ニラーヴ・シャー                                           | 受賞       | [ 145 ] |
| アーナンダ・ヴィカタン映画賞     | メイクアップアーティスト賞 | バーヌ、A・R・アブドゥル・ラッザーク、レガシー・エフェクツ | 受賞       | [ 145 ] |
| アーナンダ・ヴィカタン映画賞     | アニメーション&視覚効果賞  | V・スリニヴァス・モハン、シャンカル                        | 受賞       | [ 145 ] |
| アーナンダ・ヴィカタン映画賞     | Talk of the Town           | ロボット2.0                                                | 受賞       | [ 145 ] |
| 第13回アジア・フィルム・アワード | 視覚効果賞                 | V・スリニヴァス・モハン                                    | ノミネート | [ 146 ] |
| 第13回アジア・フィルム・アワード | 音響賞                     | レスル・プークティ、アムリト・プリータム                   | ノミネート | [ 146 ] |